# Scuola dei Bergamaschi (Venise)
La Scuola dei Bergamaschi  abritait l’école de dévotion et de charité des bergamais de Venise. Elle est située sur le Campo San Silvestro dans le sestiere de San Polo.